# 托尔斯滕·林德奎斯特
托尔斯滕·林德奎斯特（瑞典語：Torsten Lindqvist，1925年12月2日—2002年11月3日），瑞典男子现代五项运动员。他曾代表瑞典参加1952年夏季奥林匹克运动会现代五项比赛，获得男子团体银牌和男子个人第九名。